# Apulanta
Apulanta ist eine finnische Rockband, die 1991 in Heinola gegründet wurde. Mit 21 Nummer-eins-Hits und zehn Nummer-eins-Alben gehört sie zu den erfolgreichsten Bands in Finnland.

## Geschichte
Apulanta wurde im Jahre 1991 von den beiden Sängern und Gitarristen Antti Lautala und Toni Wirtanen als Teenagerband gegründet. Der Name Apulanta ist finnisch und bedeutet „Kunstdünger“. Im selben Jahr stieß Schlagzeuger Simo "Sipe" Santapukki zu der Band. Die Gruppe begann als Punkband, entwickelte sich aber mit der Zeit immer mehr hin zum Alternative Rock. Ihre erste Veröffentlichung war eine EP mit dem Titel Mikä ihmeen Apulanta? im Jahr 1993. Kurzzeitig gehörte da mit Amanda Gaynor eine Austauschschülerin aus USA als Bassistin und Sängerin zur Band. Sie wurde von Tuukka Temonen ersetzt und nach dem Ausscheiden von Lautala bestand die Band lange Zeit aus Wirtanen, Santapukki und Temonen. Nach zwei weiteren EPs folgte das Debütalbum Attack of the A. L. People, alle jedoch ohne größeren Niederschlag in der Öffentlichkeit.
Der erste Erfolg und auch gleich der Durchbruch kam im Oktober 1995 mit der EP Hajonnut. Insbesondere durch den Song Mitä kuuluu kam sie bis auf Platz 2 der finnischen Singlecharts. Das Lied war auch auf dem Album Ehjä enthalten, das ein halbes Jahr später erschien und Platz 4 der Albumcharts erreichte. Mit dem Song Anna mulle piiskaa, der zum Jahreswechsel 1996/97 vier Wochen auf Platz 1 der Charts stand, begann eine Serie von acht Nummer-eins-Hits in Folge in den kommenden beiden Jahren. Die Single Teit meistä kauniin hält mit 19 Wochen an der Spitze den Rekord in den finnischen Charts. Die EP Torremolinos zusammen mit Don Huonot verkaufte sich über 10.000 Mal und wurde mit Platin ausgezeichnet. Mit der Single Ei yhtään todistajaa endete 2000 die Serie. Mit Platz 3 war sie die am schlechtesten platzierte Single ihrer gesamten Bandkarriere, alle folgenden Veröffentlichungen erreichten mindestens Platz 2.
Auch in den Albumcharts war Apulanta beginnend mit dem Studioalbum Kolme (1997) regelmäßig auf der Spitzenposition zu finden. Es folgte ihr erstes Kompilationsalbum mit den Singles von 1993 bis 1997 und danach fünf weitere Alben auf Platz 1, bis die zweite Singles-Kompilation mit den Veröffentlichungen von 1998 bis 2003 die Topplatzierung verpasste. Lediglich das Album Apulanta, das 2002 keine einheimische, sondern eine Auslandsveröffentlichung gewesen war und nur durch Importverkäufe in die Charts kam, war ebenfalls nicht auf Platz 1.

### Umbesetzung
2004 kam es zu einem personellen Umbruch, der aber keine Auswirkungen auf den Erfolg der Rockband hatte. Bassist Tuukka Temonen stieg aus, um sich verstärkt Soloprojekten widmen zu können. Ihre letzte gemeinsame Single Pudota erreichte wieder Platz 1 und war ihre zweite Platinsingle. Mit darauf vertreten war als zusätzlicher Musiker auch Sami Lehtinen. Er war bereits seit vier Jahren als Tour- und Studiogitarrist bei der Band gewesen. Nach Temonens Weggang wurde er festes Mitglied und übernahm den Bass.
Mit Pudota begann eine Serie von neun Nummer-1-Hits in Folge, die bis 2011 andauerte. Mit Temonen hatte Apulanta auch bereits zweimal Platin für zwei Studioalben bekommen. Mit Lehtinen kamen drei weitere Platinauszeichnungen hinzu, am erfolgreichsten war das Album Eikä vielä ole edes ilta, das 2007 erschien und über 46.000 Mal verkauft wurde. Insgesamt verkauften sie über 500.000 Alben.
Das Album Eikä vielä ole edes ilta war auch das erste, für das die Band den wichtigsten finnischen Musikpreis Emma in der Kategorie Rockalbum bekam. Danach wurden auch noch Kuutio und Kaikki komesta pahasta ausgezeichnet. Trotz ihres großen Erfolgs war Apulanta jahrelang ignoriert worden, weil ihr Label nicht Mitglied der finnischen IFPI war. Erst 2006 wurden sie erstmals in der Kategorie DVD national berücksichtigt und für Kesäaine, eine Zusammenstellung von Aufnahmen verschiedener Festivalauftritte, ausgezeichnet. 2011 wurde der Band die Ehren-Emma für ihre musikalische Leistung verliehen. Allerdings haben die Mitglieder von Apulanta die Preise nicht selbst entgegengenommen, da sie die Veranstaltung boykottieren.
Im Juni 2014 verließ erneut der Bassist die Band. Nach zehn Jahren zog er sich zurück, weil er sich in der musikalischen Richtung nicht mehr wiederfand. Seinen Platz nahm Ville Mäkinen ein, der als Mitglied der Bomfunk MC’s bekannt geworden war. Um die Jahrtausendwende war er bereits bei den Alben Plastik und Heinola 10 von Apulanta als Studiomusiker am Synthesizer beteiligt gewesen.

## Diskografie

### Alben
| Jahr | Titel                                | Höchstplatzierung, Gesamtwochen, AuszeichnungChartsChartplatzierungen (Jahr, Titel, Platzierungen, Wochen, Auszeichnungen, Anmerkungen) | Anmerkungen                                                         |
| Jahr | Titel                                | FI | Anmerkungen                                                         |
| ---- | ------------------------------------ | --- | ------------------------------------------------------------------- |
| 1994 | Attack of the A. L. People           | — |                                                                     |
| 1996 | Ehjä                                 | FI4 (25 Wo.)FI |                                                                     |
| 1997 | Kolme                                | FI1 (20 Wo.)FI |                                                                     |
| 1998 | Singlet 1993–1997                    | FI1 (28 Wo.)FI |                                                                     |
| 1998 | Aivan kuin kaikki muutkin            | FI1 (17 Wo.)FI | Erstveröffentlichung: 30. Oktober 1998                              |
| 2000 | Plastik                              | FI1 (21 Wo.)FI |                                                                     |
| 2001 | Heinola 10                           | FI1 Platin · (21 Wo.)FI | Erstveröffentlichung: 11. Mai 2001                                  |
| 2001 | Syitä ja seurauksia – 30 parasta     | FI1 (22 Wo.)FI | Erstveröffentlichung: 9. November 2001                              |
| 2002 | Apulanta                             | FI10 (3 Wo.)FI |                                                                     |
| 2002 | Hiekka                               | FI1 Platin · (17 Wo.)FI | Erstveröffentlichung: 8. November 2002                              |
| 2003 | Singlet 1998–2003                    | FI9 (11 Wo.)FI | Erstveröffentlichung: 31. Oktober 20ß3                              |
| 2005 | Kiila                                | FI1 Platin · (28 Wo.)FI | Erstveröffentlichung: 16. März 2005                                 |
| 2007 | Eikä vielä ole edes ilta             | FI1 Platin · (17 Wo.)FI | Erstveröffentlichung: 7. Februar 2007                               |
| 2007 | Eikä vieläkään ole edes ilta – live  | FI26 (1 Wo.)FI | Erstveröffentlichung: 17. September 2007                            |
| 2008 | Kuutio                               | FI2 Platin · (41 Wo.)FI | Erstveröffentlichung: 5. November 2008                              |
| 2010 | Singlet 2004–2009                    | FI1 (9 Wo.)FI | Erstveröffentlichung: 1. März 2010                                  |
| 2012 | Kaikki kolmesta pahasta              | FI2 Gold · (25 Wo.)FI | Erstveröffentlichung: 14. März 2012                                 |
| 2014 | Syytteitä ja selityksiä - 52 parasta | FI5 (15 Wo.)FI | Erstveröffentlichung: 3. Oktober 2014                               |
| 2014 | Revenge of the A. I. People          | FI11 (2 Wo.)FI |                                                                     |
| 2015 | Kunnes siitä tuli totta              | FI3 Gold · (28 Wo.)FI | Erstveröffentlichung: 9. Oktober 3015                               |
| 2022 | Sielun kaltainen tuote               | FI1 (12 Wo.)FI | Erstveröffentlichung: 14. Oktober 2022                              |
| 2023 | Viper Spank                          | FI14 (1 Wo.)FI | Erstveröffentlichung: 24. Februar 2023 Vinyl-Wiederveröffentlichung |

grau schraffiert: keine Chartdaten aus diesem Jahr verfügbar

### Singles und EPs
| Jahr | Titel Album                                   | Höchstplatzierung, Gesamtwochen, AuszeichnungChartsChartplatzierungen (Jahr, Titel, Album, Platzierungen, Wochen, Auszeichnungen, Anmerkungen) | Anmerkungen                              |
| Jahr | Titel Album                                   | FI | Anmerkungen                              |
| ---- | --------------------------------------------- | --- | ---------------------------------------- |
| 1995 | Hajonnut –                                    | FI2 (20 Wo.)FI | EP                                       |
| 1996 | Anna mulle piiskaa Kolme                      | FI1 (20 Wo.)FI |                                          |
| 1997 | Mato Kolme                                    | FI1 (20 Wo.)FI |                                          |
| 1997 | Liikaa Kolme                                  | FI1 (22 Wo.)FI |                                          |
| 1997 | Mitä vaan Kolme                               | FI1 (22 Wo.)FI |                                          |
| 1998 | Teit meistä kauniin Aivan kuin kaikki muutkin | FI1 (35 Wo.)FI |                                          |
| 1999 | Hallaa Aivan kuin kaikki muutkin              | FI1 (11 Wo.)FI |                                          |
| 1999 | Torremolinos 2000 –                           | FI1 Platin · (13 Wo.)FI | mit Don Huonot EP                        |
| 1999 | Käännä se pois Plastik                        | FI1 (15 Wo.)FI |                                          |
| 2000 | Ei yhtään todistajaa Plastik                  | FI3 (16 Wo.)FI |                                          |
| 2000 | Maanantai Plastik                             | FI2 (15 Wo.)FI |                                          |
| 2001 | Viivakoodit Heinola 10                        | FI1 (25 Wo.)FI |                                          |
| 2001 | Reunallat Heinola 10                          | FI1 (15 Wo.)FI |                                          |
| 2001 | Kadut Heinola 10                              | FI1 (16 Wo.)FI |                                          |
| 2002 | Saasta Hiekka                                 | FI1 (15 Wo.)FI |                                          |
| 2002 | Hiekka                                        | FI2 Gold · (11 Wo.)FI |                                          |
| 2003 | Jumala Hiekka                                 | FI2 (10 Wo.)FI |                                          |
| 2004 | Pudota                                        | FI1 Platin · (21 Wo.)FI |                                          |
| 2005 | Pahempi toistaan –                            | FI1 (15 Wo.)FI |                                          |
| 2005 | Armo Kiila                                    | FI1 (10 Wo.)FI |                                          |
| 2006 | Koneeseen kadonnut Eikä vielä ole edes ilta   | FI1 Gold · (18 Wo.)FI |                                          |
| 2008 | Kesä –                                        | FI1 Gold · (17 Wo.)FI | EP                                       |
| 2008 | Vauriot Kuutio                                | FI1 (10 Wo.)FI |                                          |
| 2009 | Ravistettava ennen käyttöä Kuutio             | FI1 (17 Wo.)FI |                                          |
| 2011 | Vääryyttä!!1! Kaikki kolmesta pahasta         | FI1 Gold · (4 Wo.)FI | Erstveröffentlichung: 20. April 2011     |
| 2011 | Pihtiote Kaikki kolmesta pahasta              | FI1 (6 Wo.)FI | Erstveröffentlichung: 2. November 2011   |
| 2019 | Lokin päällä lokki Sielun kaltainen tuote     | FI15 (2 Wo.)FI |                                          |
| 2020 | 60 uutta ongelmaa Sielun kaltainen tuote      | FI10 (1 Wo.)FI | Erstveröffentlichung: 11. September 2020 |
| 2022 | 9 väärää kättä Sielun kaltainen tuote         | FI19 (1 Wo.)FI | Erstveröffentlichung: 21. Januar 2022    |

Weitere Singles und EPs
- 1993: Mikä ihmeen Apulanta? (EP)
- 1994: T.S. & A.L.
- 1994: Tuttu TV:stä (EP)

### Videoalben
- 1997: Musta hevonen (VHS)
- 1999: Tohtori Halla ja mustempi hevonen (VHS)
- 1999: Mustin hevonen (VHS)
- 2002: Liikkuvat kuvat (VHS/DVD)
- 2006: Kesäaine (DVD) (FI: Gold)

## Auszeichnungen
- Emma[8]
  - Kesäaine – DVD national 2006
  - Eikä vielä ole edes ilta – Rockalbum 2007
  - Kuutio – Rockalbum 2008
  - Kaikki kolmesta pahasta – Rockalbum 2012
  - Ehren-Emma 2011